# Среднеярково
Среднеярково (Средне-Ярково) — упразднённая деревня в Барабинском районе Новосибирской области России. Входила в состав Новониколаевского сельсовета. Исключена из учётных данных в 1971 г.

## География
Располагалась на берегу озера Чаны, к юго-западу от административного центра района города Барабинска.

## История
Основана в 1874 году.
На 1911 год деревня Среднеяркова Казанской волости Каинского уезда, во владении 7161 десятина земли.
На 1928 год центр Среднеярковского сельсовета, в составе Казанского района Барабинского округа Сибирского края.
В 1935 году лишена статуса центра сельсовета, который получило соседнее село Новоярково.
Жители деревни Среднеярково отправляли требы в церкви во имя Святой и Живоначальной Троицы в деревне Чистоозёрка (тогда село).
В 1959 году передана из состава Ново-Ярковского сельсовета в Ново-Николаевский. Тогда же после укрупнения колхозов вошла в колхоз «Заря коммунизма». Упразднена в 1971 году решением облисполкома по причине прекращения существования.
Ныне на месте населённого пункта расположено одноимённое урочище.

## Население
На 1911 год 42 двора, 126 мужчин и 124 женщины. На 1928 — 99 хозяйств, 528 человек, преобладающая национальность — русские.

## Инфраструктура
Согласно данным 1911 года, в деревне находились школа, где происходило обучение грамоте, 2 торговые лавки и ветряные мельницы (8). Одно из трёх селений прихода, где обучали грамоте.
На 1928 год имелись школа, маслозавод. В 1939 году создана машинно-тракторная станция (МТС), ликвидированная в 1959.
Было автобусное сообщение с райцентром и соседними населёнными пунктами.